# تعاونية الانتصار (عين الله الضويات)
تعاونية الانتصار هو دُوَّار يقع بجماعة سبع رواضي، إقليم مولاي يعقوب، جهة فاس مكناس في المملكة المغربية. ينتمي الدوّار لمشيخة عين الله الضويات التي تضم 12 دوار. يقدر عدد سكانه بـ 1023 نسمة حسب الإحصاء الرسمي للسكان والسكنى لسنة 2004.

## روابط خارجية
- البوابة الوطنية للجماعات الترابية نسخة محفوظة 12 مارس 2018 على موقع واي باك مشين.
- المندوبية السامية للتخطيط